# Noms des ordres en APG II
Une liste de noms des ordres. Les noms gras sont les noms courantes en la classification APG II (2003). Les noms italiques ne sont pas assignés en APG II.
- Acanthales Lindl. (1833) = Lamiales
- Acerales Lindl. (1833) = Sapindales
- Acorales Reveal (1996)
- Actinidiales Takht. ex Reveal (1993) = Ericales
- Adoxales Nakai (1949) = Dipsacales
- Aesculales Bromhead (1838) = Sapindales
- Agavales Hutch. (1934) = Asparagales
- Akaniales Doweld (2001) = Brassicales
- Alismatales Dumort. (1829)
- Alliales Traub (1972) = Asparagales
- Alseuosmiales Doweld (2001) = Asterales
- Alstroemeriales Hutch. (1934) = Liliales
- Altingiales Doweld (1998) = Saxifragales
- Amaranthales Dumort. (1829) = Caryophyllales
- Amaryllidales Bromhead (1840) = Asparagales
- Amborellales Melikyan, A.V.Bobrov & Zaytzeva (1999) - famille pas assignée, à la base de la classification
- Ambrosiales Dumort. (1829) = Asterales
- Ammiales Small (1903) = Apiales
- Amomales Lindl. (1835) = Zingiberales
- Ancistrocladales Takht. ex Reveal (1992) = Caryophyllales
- Anisophylleales (Benth. & Hook.f.) Takht. ex Reveal & Doweld (1999)
- Annonales Lindl. (1833) = Magnoliales
- Anthobolales Dumort. (1829) = Santalales
- Apiales Nakai (1930)
- Apocynales Bromhead (1838) = Gentianales
- Aponogetonales Hutch. (1934) = Alismatales
- Aquifoliales Senft (1856)
- Arales Dumort. (1829) = Alismatales
- Araliales Reveal (1996) = Apiales
- Aralidiales Takht. ex Reveal (1992) = Apiales
- Arecales Bromhead (1840)
- Aristolochiales Dumort. (1829) = Piperales
- Asarales Horan (1847) = Piperales
- Asclepiadales Dumort. (1829) = Gentianales
- Asparagales Bromhead (1838)
- Asphodelales Doweld (2001) = Asparagales
- Asteliales Dumort. (1829) = Asparagales
- Asterales Lindl. (1833)
- Atriplicales Horan (1847) = Caryophyllales
- Aucubales Takht. (1997) = Garryales
- Austrobaileyales Takht. ex Reveal (1992)
- Avenales Bromhead (1838) = Poales
- Balanitales C. Y. Wu (2002) - famille assignée à eurosidées I = Zygophyllales
- Balanopales Engl. (1897) = Malpighiales
- Balanophorales Dumort. (1829) - famille pas assignée
- Balsaminales Lindl. (1833) = Ericales
- Barbeyales Takht. & Reveal (1993) = Rosales
- Barclayales Doweld (2001) = Nymphaeales, famille pas assignée, à la base de la classification
- Batales Engl. (1907) = Brassicales
- Begoniales Dumort. (1829) = Cucurbitales
- Berberidales Dumort. (1829) = Ranunculales
- Berberidopsidales Doweld (2001) - famille assignée aux eudicots
- Betulales Bromhead (1838) = Fagales
- Biebersteiniales Takht. (1997) = Sapindales
- Bignoniales Lindl. (1833) = Lamiales
- Bixales Lindl. (1833) = Malvales
- Boraginales Dumort. (1829) - famille assignée aux euasterids I
- Brassicales Bromhead (1838)
- Brexiales Lindl. (1833) = Celastrales
- Bromeliales Dumort. (1829) = Poales
- Bruniales Dumort. (1829) - famille assignée aux euasterids I
- Brunoniales Lindl. (1833) = Asterales
- Burmanniales Heinze (1927) = Dioscoreales
- Burserales Baskerville (1839) = Sapindales
- Butomales Hutch. (1934) = Alismatales
- Buxales Takht. ex Reveal (1996) - famille assignée aux eudicots
- Byblidales Nakai ex Reveal (1993) = Lamiales
- Cactales Dumort. (1829) = Caryophyllales
- Callitrichales Dumort. (1829) = Lamiales
- Calycanthales Mart. (1835) = Laurales
- Calycerales Takht. ex Reveal (1996) = Asterales
- Campanulales Rchb. (1828) = Asterales
- Campynematales Doweld (2001) = Liliales
- Canellales Cronquist (1957)
- Cannales Dumort. (1829) = Zingiberales
- Capparales Hutch. (1924) = Brassicales
- Caprifoliales Lindl. (1833) = Dipsacales
- Cardiopteridales Takht. (1997) = Aquifoliales
- Carduales Small (1903) = Asterales
- Caricales L.D.Benson (1957) = Brassicales
- Carlemanniales Doweld (2001) = Lamiales
- Caryophyllales Perleb (1826)
- Cassiales Horan. (1847) = Fabales
- Casuarinales Lindl. (1833) = Fagales
- Celastrales Baskerville (1839)
- Centrolepidales R.Dahlgren ex Takht. (1997) = Poales
- Cephalotales Nakai (1943) = Oxalidales
- Ceratophyllales Bisch. (1839)
- Cercidiphyllales Hu ex Reveal (1993) = Saxifragales
- Chenopodiales Dumort. (1829) = Caryophyllales
- Chironiales Griseb. (1854) = Gentianales
- Chloranthales A.C.Sm. ex J.F.Leroy (1983) - famille pas assignée, à la base de la classification
- Chrysobalanales (DC.) Takht. ex Reveal & Doweld (1999) = Malpighiales
- Cinchonales Lindl. (1835) = Gentianales
- Circaeasterales Takht. (1997) = Ranunculales
- Cistales Rchb. (1828) = Malvales
- Citrales Dumort. (1829) = Sapindales
- Cocosales Nakai (1930) = Arecales
- Colchicales Dumort. (1829) = Liliales
- Columelliales Doweld (2001) - famille assignée aux euasterids II
- Combretales Baskerville (1839) = Myrtales
- Commelinales Dumort. (1829)
- Connarales Takht. ex Reveal (1996) = Oxalidales
- Convolvulales Dumort. (1829) = Solanales
- Coriariales Lindl. (1833) = Cucurbitales
- Cornales Dumort. (1829)
- Corylales Dumort. (1829) = Fagales
- Corynocarpales Takht. (1997) = Cucurbitales
- Crassulales Lindl. (1833) = Saxifragales
- Crossosomatales Takht. ex Reveal (1993)
- Cucurbitales Dumort. (1829)
- Cunoniales Hutch. (1924) = Oxalidales
- Cyclanthales J.H.Schaffn. (1911) = Pandanales
- Cymodoceales Nakai (1943) = Alismatales
- Cynarales Raf. (1837) = Asterales
- Cynomoriales Burnett (1835) - genre type pas assigné, à la fin  de la classification
- Cyperales Wettst. (1911) = Poales
- Cyrillales Doweld (2001) = Ericales
- Cytinales Dumort. (1829) - genre type pas assigné, à la fin  de la classification
- Daphnales Lindl. (1833) = Malvales
- Daphniphyllales Pulle ex Cronquist (1981) = Saxifragales
- Dasypogonales Doweld (2001) -  famille assignée aux commelinids
- Datiscales Dumort. (1829) = Cucurbitales
- Degeneriales C.Y.Wu (2002) = Magnoliales
- Desfontainiales Takht. (1997) -  famille assignée aux euasterids II
- Diapensiales Engl. & Gilg (1924) = Ericales
- Didymelales Takht. (1967) - see Buxales
- Dilleniales Hutch. (1924) -  famille assignée aux core eudicots
- Dioncophyllales Takht. ex Reveal (1993) = Caryophyllales
- Dioscoreales Hook.f. (1873)
- Diospyrales Prantl (1874) = Ericales
- Dipentodontales C.Y.Wu (2002) - genre type pas assigné, à la fin de la classification
- Dipsacales Dumort. (1829)
- Droserales Griseb. (1854) = Caryophyllales
- Ebenales Engl. (1892) = Ericales
- Echiales Lindl. (1838) - see Boraginales
- Elaeagnales Bromhead (1838) = Rosales
- Elaeocarpales Takht. (1997) = Oxalidales
- Elatinales Nakai (1949) = Malpighiales
- Elodeales Nakai (1950) = Alismatales
- Emmotales Doweld (2001 ) = Icacinales, famille assignée aux euasterids I
- Empetrales Raf. (1838) = Ericales
- Ericales Dumort. (1829)
- Eriocaulales Nakai (1930) = Poales
- Erythropalales Tiegh. (1899) = Santalales
- Escalloniales Doweld (2001) - famille assignée aux euasterids II
- Eucommiales Nemejc ex Cronquist (1981) = Garryales
- Euphorbiales Lindl. (1833) = Malpighiales
- Eupomatiales Takht. ex Reveal (1992) = Magnoliales
- Eupteleales Hu ex Reveal (1993) = Ranunculales
- Euryalales H.L.Li (1955) - see Nymphaeales
- Fabales Bromhead (1838)
- Fagales Engl. (1892)
- Ficales Dumort. (1829) = Rosales
- Flacourtiales Heinze (1927) = Malpighiales
- Flagellariales (Meisn.) Takht. ex Reveal & Doweld (1999) = Poales
- Fouquieriales Takht. ex Reveal (1992) = Ericales
- Francoales Takht. (1997) = Geraniales
- Frangulales Wirtg. (1860) = Rosales
- Galiales Bromhead (1838) = Gentianales
- Garryales Lindl. (1846)
- Geissolomatales Takht. ex Reveal (1992) - famille assignée aux  core eudicots
- Gentianales Lindl. (1833)
- Geraniales Dumort. (1829)
- Gesneriales Dumort. (1829) = Lamiales
- Glaucidiales Takht. ex Reveal (1992) = Ranunculales
- Globulariales Dumort. (1829) = Lamiales
- Goodeniales Lindl. (1833) = Asterales
- Greyiales Takht. (1997) = Geraniales
- Griseliniales (J.R.Forst. & G.Forst. ex A.Cunn.) Takht. ex Reveal & Doweld (1999) = Apiales
- Grossulariales Lindl. (1833) = Saxifragales
- Grubbiales Doweld (2001) = Cornales
- Gunnerales Takht. ex Reveal (1992)
- Gyrocarpales Dumort. (1829) = Laurales
- Gyrostemonales Takht. (1997) = Brassicales
- Haemodorales Hutch. (1934) = Commelinales
- Haloragales Bromhead (1838) = Saxifragales
- Hamamelidales Griseb. (1854) = Saxifragales
- Hanguanales R.Dahlgren ex Reveal (1992) = Commelinales
- Heisteriales Tiegh. (1899) = Santalales
- Helleborales Nakai (1949) = Ranunculales
- Helwingiales Takht. (1997) = Aquifoliales
- Himantandrales Doweld & Shevyryova (1998) = Magnoliales
- Hippuridales Thomé (1874) = Lamiales
- Homaliales Bromhead (1838) = Malpighiales
- Hortensiales Griseb. (1854) = Cornales
- Huales Doweld (2001) = Malpighiales
- Huerteales Doweld (2001) - voir Tapisciaceae, famille assignée aux rosids
- Hydatellales (U.Hamann) Cronquist ex Reveal & Doweld (1999) = Poales
- Hydnorales Takht. ex Reveal (1992) = Piperales
- Hydrangeales Nakai (1943) = Cornales
- Hydrastidales Takht. (1997) = Ranunculales
- Hydrocharitales Dumort. (1829) = Alismatales
- Hydropeltidales Spenn. (1834) - see Nymphaeaceae
- Hydrostachyales Diels ex Reveal (1993) = Cornales
- Hypericales Dumort. (1829) = Malpighiales
- Hypoxidales Takht. ex Reveal & Doweld (1999) = Asparagales
- Icacinales Tiegh. (1899) - famille assignée aux euasterids I
- Illiciales Hu ex Cronquist (1981) = Austrobaileyales
- Iridales Raf. (1815) = Asparagales
- Irvingiales Doweld (2001) = Malpighiales
- Iteales Doweld (2001) = Saxifragales
- Ixerbales Doweld (2001) - famille assignée aux rosids
- Ixiales Lindl. (1835) = Asparagales
- Jasminales Dumort. (1829) = Lamiales
- Juglandales Dumort. (1829) = Fagales
- Julianiales Engl. (1907) = Sapindales
- Juncaginales Hutch. (1934) = Alismatales
- Juncales Dumort. (1829) = Poales
- Lacistematales Baskerville (1839) = Malpighiales
- Lactoridales Takht. ex Reveal (1993) = Piperales
- Lamiales Bromhead (1838)
- Lardizabalales Loconte (1995) = Ranunculales
- Laurales Perleb (1826)
- Lecythidales Cronquist (1957) = Ericales
- Ledocarpales Doweld (2001) = Geraniales
- Leitneriales Engl. (1897) = Sapindales
- Lentibulariales Lindl. (1833) = Lamiales
- Ligustrales Bartl. ex Bisch. (1839) = Lamiales
- Liliales Perleb (1826)
- Limnanthales Nakai (1930) = Brassicales
- Linales Baskerville (1839) = Malpighiales
- Loasales Bes sey (1907) = Cornales
- Lobeliales Drude (1888) = Asterales
- Loganiales Lindl. (1833) = Gentianales
- Lonicerales T.Liebe (1866) = Dipsacales
- Loranthales Dumort. (1829) = Santalales
- Lowiales Takht. ex Reveal & Doweld (1999) = Zingiberales
- Lythrales Caruel (1881) = Myrtales
- Magnoliales Bromhead (1838)
- Malpighiales Mart. (1835)
- Malvales Dumort. (1829)
- Marathrales Dumort. (1829) = Malpighiales
- Marcgraviales Doweld (2001) = Ericales
- Mayacales Nakai (1943) = Poales
- Medusagynales Takht. ex Reveal & Doweld (1999) = Malpighiales
- Medusandrales Brenan (1952) - genre type pas assigné, à la fin de la classification
- Melanthiales R.Dahlgren ex Reveal (1992) = Liliales
- Melastomatales Oliv. (1895) = Myrtales
- Meliales Lindl. (1833) = Sapindales
- Melianthales Doweld = Geraniales
- Meliosmales C.Y.Wu (2002) - see Sabiales
- Menispermales Bromhead (1838) = Ranunculales
- Menyanthales T.Yamaz. ex Takht. (1997) = Asterales
- Metteniusales Takht. (1997) - genre type pas assigné, à la fin de la classification
- Miyoshiales Nakai (1941) - see Petrosaviales, famille assignée aux monocots
- Monimiales Dumort. (1829) = Laurales
- Moringales Nakai (1943) = Brassicales
- Musales Reveal (1997) = Zingiberales
- Myricales Engl. (1897) = Fagales
- Myristicales Thomé (1877) = Magnoliales
- Myrothamnales Nakai ex Reveal (1993) = Gunnerales
- Myrsinales Spenn. (1835) = Ericales
- Myrtales Rchb. (1828)
- Najadales Dumort. (1829) = Alismatales
- Nandinales Doweld (2001) = Ranunculales
- Narcissales Dumort. (1829) = Asparagales
- Nartheciales Reveal & Zomlefer (1998) = Dioscoreales
- Nelumbonales Willk. & Lange (1861) = Proteales
- Nepenthales Dumort. (1829) = Caryophyllales
- Neuradales Doweld (2001) = Malvales
- Nitrariales Doweld (2001) = Sapindales
- Nolanales Lindl. (1835) = Solanales
- Nothofagales Doweld (2001) = Fagales
- Nyctaginales Dumort. (1829) = Caryophyllales
- Nymphaeales Dumort. (1829) = famille pas assignée à la base de la classification
- Ochnales Hutch. ex Reveal (1992) = Malpighiales
- Oenotherales Bromhead (1838) = Myrtales
- Olacales Benth. & Hook.f. (1862) = Santalales
- Oleales Lindl. (1833) = Lamiales
- Onagrales Rchb. (1828) = Myrtales
- Oncothecales Doweld (2001) - famille assignée aux euasterids I
- Opuntiales Endl. ex Willk. (1854) = Caryophyllales
- Orchidales Raf. (1815) = Asparagales
- Oxalidales Heintze (1927)
- Paeoniales Heinze (1927) = Saxifragales
- Pandales Engl. & Gilg (1912-13) = Malpighiales
- Pandanales Lindl. (1833)
- Papaverales Dumort. (1829) = Ranunculales
- Paracryphiales Takht. ex Reveal (1992) - famille assignée aux euasterids II
- Paridales Dumort. (1829) = Liliales
- Parnassiales Nakai (1943) = Celastrales
- Passiflorales Dumort. (1829) = Malpighiales
- Penaeales Lindl. (1833) = Myrtales
- Pennantiales Doweld (2001) = Apiales
- Pentaphragmatales Doweld (2001) = Asterales
- Petiveriales Lindl. (1833) = Caryophyllales
- Petrosaviales Takht. (1997) - famille assignée aux monocots
- Phellinales Doweld (2001) = Asterales
- Philydrales Dumort. (1829) = Commelinales
- Phyllanthales Doweld (2001) = Malpighiales
- Physenales Takht. (1977) = Caryophyllales
- Phytolaccales Doweld (2001) = Caryophyllales
- Picramniales Doweld (2001) - famille assignée aux rosids
- Pinguiculales Dumort. (1829) = Lamiales
- Piperales Dumort. (1829)
- Pittosporales Lindl. (1833) = Apiales
- Plantaginales Lindl. (1833) = Lamiales
- Platanales J.H.Schaffn. (1911) = Proteales
- Plumbaginales Lindl. (1833) = Caryophyllales
- Poales Small (1903)
- Podophyllales Dumort. (1829) = Ranunculales
- Podostemales Lindl. (1833) = Malpighiales
- Polemoniales Bromhead (1838) = Ericales
- Polygalales Dumort. (1829) = Fabales
- Polygonales Dumort. (1829) = Caryophyllales
- Pontederiales Hook.f. (1873) = Commelinales
- Portulacales Dumort. (1829) = Caryophyllales
- Posidoniales Nakai (1943) = Alismatales
- Potamogetonales Dumort. (1829) = Alismatales
- Primulales Dumort. (1829) = Ericales
- Proteales Dumort. (1829)
- Quercales Burnett (1835) = Fagales
- Quillajales Doweld (2001) = Fabales
- Quintiniales Doweld (2001) = Sphenostemonales, assigné aux euasterids II
- Rafflesiales Oliv. (1895) - famille pas assignée, à la fin de la classification
- Ranunculales Dumort. (1829)
- Rapateales (Meisn.) Colella ex Reveal & Doweld = Poales
- Resedales Dumort. (1829) = Brassicales
- Restionales Hook.f. (1873) = Poales
- Rhabdodendrales Doweld (2001) = Caryophyllales
- Rhamnales Dumort. (1829) = Rosales
- Rhinanthales Dumort. (1829) = Lamiales
- Rhizophorales (Pers.) Reveal & Doweld (1999) = Malpighiales
- Rhodorales Horan. (1847) = Ericales
- Rhoipteleales Novák ex Reveal (1992) = Fagales
- Roridulales Nakai (1943) = Ericales
- Rosales Perleb (1826)
- Rousseales Doweld (2001) = Asterales
- Rubiales Dumort. (1829) = Gentianales
- Ruppiales Nakai (1950) = Alismatales
- Rutales Perleb (1826) = Sapindales
- Sabiales Takht. (1987) = famille assignée aux eudicots
- Salicales Lindl. (1833) = Malpighiales
- Salvadorales R.Dahlgren ex Reveal (1993) = Brassicales
- Samolales Dumort. (1829) = Ericales
- Samydales Dumort. (1829) = Malpighiales
- Sanguisorbales Dumort. (1829) = Rosales
- Santalales Dumort. (1829)
- Sapindales Dumort. (1829)
- Sapotales Hook.f. (1868) = Ericales
- Sarraceniales Bromhead (1838) = Ericales
- Saxifragales Dumort. (1829)
- Scheuchzeriales B.Boivin (1956) = Alismatales
- Scleranthales Dumort. (1829) = Caryophyllales
- Scrophulariales Lindl. (1833) = Lamiales
- Scyphostegiales Croizat (1994) = Malpighiales
- Sedales Rchb. (1828) = Saxifragales
- Silenales Lindl. (1833) = Caryophyllales
- Simmondsiales Reveal (1992) = Caryophyllales
- Smilacales Lindl. (1833) = Liliales
- Solanales Dumort. (1829)
- Sphenocleales Doweld (2001) = Solanales
- Sphenostemonales Doweld (2001) - famille assignée aux euasterids II
- Stellariales Dumort. (1829) = Caryophyllales
- Stemonales Takht. ex Doweld (2001) = Pandanales
- Stilbales Doweld (2001) = Lamiales
- Stylidiales Takht. ex Reveal (1992) = Asterales
- Styracales Bisch. (1839) = Ericales
- Surianales Doweld (2001) = Fabales
- Taccales Dumort. (1829) = Dioscoreales
- Tamales Dumort. (1829) = Dioscoreales
- Tamaricales Hutch. (1924) = Caryophyllales
- Tecophilaeales Traub ex Reveal (1993) = Asparagales
- Ternstroemiales Doweld (2001) = Ericales
- Theales Lindl. (1833) = Ericales
- Theligonales Nakai (1942) = Gentianales
- Thymelaeales Willk. (1854) = Malvales
- Tiliales Caruel (1881) = Malvales
- Tofieldiales Reveal & Zomlefer (1998) = Alismatales
- Torricelliales Takht ex Reveal & Doweld (1999) = Apiales
- Tovariales Nakai (1943) = Brassicales
- Tribelales Doweld (2001) - famille assignée aux euasterids II
- Trilliales Takht. (1997) = Liliales
- Trimeniales Doweld (2001) = Austrobaileyales
- Triuridales Hook.f. (1873) = Pandanales
- Trochodendrales Takht. ex Cronquist (1981) - famille assignée aux eudicots
- Tropaeolales Takht. ex Reveal (1992) = Brassicales
- Turnerales Dumort. (1829) = Malpighiales
- Typhales Dumort. (1829) = Poales
- Ulmales Lindl. (1833) = Rosales
- Urticales Dumort. (1829) = Rosales
- Vacciniales Dumort. (1829) = Ericales
- Vahliales Doweld (2001) - famille assignée aux euasterids I
- Vallisneriales Nakai (1949) = Alismatales
- Velloziales R. Dahlgren ex Reveal (1992) = Pandanales
- Veratrales Dumort. (1829) = Liliales
- Verbenales Horan. (1847) = Lamiales
- Viburnales Dumort. (1829) = Dipsacales
- Vincales Horan. (1847) = Gentianales
- Violales Perleb (1826) = Malpighiales
- Viscales Tiegh. (1899) = Santalales
- Vitales Reveal (1996) - famille assignée aux core eudicots
- Vochysiales Dumort. (1829) = Myrtales
- Winterales (Meisn.) A.C.Sm. ex Reveal (1993) = Canellales
- Xanthorrhoeales Takht. ex Reveal & Doweld (1999) = Asparagales
- Ximeniales Tiegh. (1899) = Santalales
- Xyridales Lindl. (1846) = Poales
- Zingiberales Griseb. (1854)
- Zosterales Nakai (1943) = Alismatales
- Zygophyllales Khalk. (1990) - famille assignée aux eurosidées I